# Galilejská víra
Galilejská víra je pojem, který byl používán některými osobnostmi antického světa (např. Epiktétos nebo císař Julianus) k označení křesťanství. V Galileji se totiž nalézá město Nazaret, místo Ježíšova dětství. Stoupenci křesťanství pak byli analogicky nazývání jako Galilejci nebo Galilejští. Tyto termíny byly používány s cílem poukázat na původ náboženství, tedy na oblast Galileje, která byla součástí judské provincie. Úmyslem používání tohoto názvu bylo z křesťanství udělat marginální záležitost a naznačit, že se jedná o náboženství pocházející z velmi malé oblasti, tedy že se jedná o náboženství lokálního významu.
Ve stejném duchu bylo používáno zásadně Ježíšovo přízvisko „Nazaretský“ (další zdůraznění geografického původu a naznačení lokálnosti) a nikoliv „Kristus“ (které je odvozeno od řeckého slova „pomazaný“).
Tato pojmenování byla používána jako součást ideologického boje proti novému náboženství, které bylo vnímáno jako společenská hrozba. První používání tohoto označení bylo spojeno s tím faktem, že náboženství vzešlo obecně z Judei, konkrétně právě z Galileje díky Ježíšovu geografickému přízvisku „Nazaretský“. Postupem času se však původně faktickému označení náboženství dostalo pejorativního nádechu, které jej navzdory rozšíření napříč celou Římskou říší stále označovalo jako lokální náboženství s pouze regionálním významem.
Objevily se v několika polemických spisech, které různými způsoby rozporovaly různé apekty nového náboženství a na nich ukazovaly buď teologické chyby, rozpory, či celkově pomýlenost samotné víry. Používání těchto pojmů v pozdní antice pak mělo obecně oslabit argumentační pozici kritizovaného náboženství, získat nad ním jistou převahu již jen jeho pojmenováním ještě před uvedením samotných argumentů a polemik proti jednotlivým jeho aspektům.